# TT Assen 2004
De TT van Assen 2004 was de zesde race van het wereldkampioenschap wegrace-seizoen 2004. De race werd verreden van 24 tot 26 juni 2004 op het TT-Circuit Assen nabij Assen, Nederland. De race werd traditioneel op de laatste zaterdag van juni verreden.

## Uitslag

### MotoGP
| Pos     | Nr | Rijder            | Constructeur | Rondes | Tijd        | Grid | Punten |
| ------- | -- | ----------------- | ------------ | ------ | ----------- | ---- | ------ |
| 1       | 46 | Valentino Rossi   | Yamaha       | 19     | 38:11.831   | 1    | 25     |
| 2       | 15 | Sete Gibernau     | Honda        | 19     | +0.456      | 3    | 20     |
| 3       | 33 | Marco Melandri    | Yamaha       | 19     | +9.909      | 4    | 16     |
| 4       | 3  | Max Biaggi        | Honda        | 19     | +10.183     | 12   | 13     |
| 5       | 69 | Nicky Hayden      | Honda        | 19     | +10.300     | 16   | 11     |
| 6       | 45 | Colin Edwards     | Honda        | 19     | +10.801     | 13   | 10     |
| 7       | 11 | Rubén Xaus        | Ducati       | 19     | +13.705     | 9    | 9      |
| 8       | 65 | Loris Capirossi   | Ducati       | 19     | +14.091     | 15   | 8      |
| 9       | 7  | Carlos Checa      | Yamaha       | 19     | +15.159     | 2    | 7      |
| 10      | 50 | Neil Hodgson      | Ducati       | 19     | +34.066     | 20   | 6      |
| 11      | 17 | Norifumi Abe      | Yamaha       | 19     | +34.414     | 17   | 5      |
| 12      | 6  | Makoto Tamada     | Honda        | 19     | +39.186     | 8    | 4      |
| 13      | 66 | Alex Hofmann      | Kawasaki     | 19     | +41.506     | 11   | 3      |
| 14      | 21 | John Hopkins      | Suzuki       | 19     | +54.569     | 10   | 2      |
| 15      | 99 | Jeremy McWilliams | Aprilia      | 19     | +1:04.761   | 19   | 1      |
| 16      | 10 | Kenny Roberts jr. | Suzuki       | 19     | +1:22.266   | 7    |        |
| 17      | 35 | Chris Burns       | Harris WCM   | 19     | +2:00.469   | 24   |        |
| DNF     | 12 | Troy Bayliss      | Ducati       | 17     | Uitgevallen | 14   |        |
| DNF     | 4  | Alex Barros       | Honda        | 10     | Ongeluk     | 6    |        |
| DNF     | 67 | Shane Byrne       | Aprilia      | 8      | Uitgevallen | 18   |        |
| DNF     | 56 | Shinya Nakano     | Kawasaki     | 7      | Uitgevallen | 5    |        |
| DNF     | 9  | Nobuatsu Aoki     | Proton       | 7      | Uitgevallen | 22   |        |
| DNF     | 80 | Kurtis Roberts    | Proton       | 5      | Uitgevallen | 23   |        |
| DNF     | 84 | Michel Fabrizio   | Harris WCM   | 4      | Uitgevallen | 21   |        |
| Verslag |    |                   |              |        |             |      |        |

### 250 cc
| Pos     | Nr | Rijder           | Constructeur | Rondes | Tijd        | Grid | Punten |
| ------- | -- | ---------------- | ------------ | ------ | ----------- | ---- | ------ |
| 1       | 19 | Sebastián Porto  | Aprilia      | 18     | 37:26.576   | 1    | 25     |
| 2       | 26 | Dani Pedrosa     | Honda        | 18     | +2.566      | 2    | 20     |
| 3       | 24 | Toni Elías       | Honda        | 18     | +4.038      | 4    | 16     |
| 4       | 7  | Randy de Puniet  | Aprilia      | 18     | +8.024      | 3    | 13     |
| 5       | 51 | Alex de Angelis  | Aprilia      | 18     | +13.596     | 6    | 11     |
| 6       | 14 | Anthony West     | Aprilia      | 18     | +20.405     | 11   | 10     |
| 7       | 54 | Manuel Poggiali  | Aprilia      | 18     | +26.477     | 5    | 9      |
| 8       | 10 | Fonsi Nieto      | Aprilia      | 18     | +27.302     | 9    | 8      |
| 9       | 2  | Roberto Rolfo    | Honda        | 18     | +27.357     | 7    | 7      |
| 10      | 73 | Hiroshi Aoyama   | Honda        | 18     | +43.693     | 14   | 6      |
| 11      | 25 | Alex Baldolini   | Aprilia      | 18     | +43.945     | 13   | 5      |
| 12      | 6  | Alex Debón       | Honda        | 18     | +44.181     | 10   | 4      |
| 13      | 8  | Naoki Matsudo    | Yamaha       | 18     | +52.638     | 15   | 3      |
| 14      | 34 | Eric Bataille    | Honda        | 18     | +52.768     | 19   | 2      |
| 15      | 57 | Chaz Davies      | Aprilia      | 18     | +52.900     | 17   | 1      |
| 16      | 21 | Franco Battaini  | Aprilia      | 18     | +59.865     | 12   |        |
| 17      | 33 | Héctor Faubel    | Aprilia      | 18     | +1:03.776   | 20   |        |
| 18      | 9  | Hugo Marchand    | Aprilia      | 18     | +1:03.994   | 23   |        |
| 19      | 44 | Taro Sekiguchi   | Yamaha       | 18     | +1:18.056   | 25   |        |
| 20      | 16 | Johann Stigefelt | Aprilia      | 18     | +1:18.128   | 22   |        |
| 21      | 17 | Klaus Nohles     | Aprilia      | 18     | +2:00.936   | 28   |        |
| 22      | 22 | Iván Silva       | Aprilia      | 19     | +1 ronde    | 27   |        |
| DNF     | 77 | Grégory Lefort   | Aprilia      | 8      | Uitgevallen | 26   |        |
| DNF     | 12 | Arnaud Vincent   | Aprilia      | 7      | Uitgevallen | 18   |        |
| DNF     | 11 | Joan Olivé       | Aprilia      | 6      | Uitgevallen | 8    |        |
| DNF     | 50 | Sylvain Guintoli | Aprilia      | 5      | Uitgevallen | 16   |        |
| DNF     | 36 | Erwan Nigon      | Yamaha       | 4      | Uitgevallen | 24   |        |
| DNF     | 96 | Jakub Smrž       | Honda        | 1      | Uitgevallen | 21   |        |
| Verslag |    |                  |              |        |             |      |        |

### 125 cc
| Pos     | Nr | Rijder              | Constructeur | Rondes | Tijd        | Grid | Punten |
| ------- | -- | ------------------- | ------------ | ------ | ----------- | ---- | ------ |
| 1       | 48 | Jorge Lorenzo       | Derbi        | 17     | 37:13.859   | 7    | 25     |
| 2       | 15 | Roberto Locatelli   | Aprilia      | 17     | +0.235      | 5    | 20     |
| 3       | 27 | Casey Stoner        | KTM          | 17     | +0.564      | 1    | 16     |
| 4       | 34 | Andrea Dovizioso    | Honda        | 17     | +0.606      | 3    | 13     |
| 5       | 21 | Steve Jenkner       | Aprilia      | 17     | +3.865      | 4    | 11     |
| 6       | 3  | Héctor Barberá      | Aprilia      | 17     | +11.450     | 13   | 10     |
| 7       | 58 | Marco Simoncelli    | Aprilia      | 17     | +11.756     | 33   | 9      |
| 8       | 22 | Pablo Nieto         | Aprilia      | 17     | +11.764     | 2    | 8      |
| 9       | 6  | Mirko Giansanti     | Aprilia      | 17     | +11.913     | 11   | 7      |
| 10      | 25 | Imre Tóth           | Aprilia      | 17     | +29.339     | 10   | 6      |
| 11      | 54 | Mattia Pasini       | Aprilia      | 17     | +29.851     | 20   | 5      |
| 12      | 63 | Mike Di Meglio      | Aprilia      | 17     | +30.394     | 15   | 4      |
| 13      | 42 | Gioele Pellino      | Aprilia      | 17     | +30.428     | 26   | 3      |
| 14      | 7  | Stefano Perugini    | Gilera       | 17     | +39.233     | 30   | 2      |
| 15      | 47 | Ángel Rodríguez     | Derbi        | 17     | +39.346     | 27   | 1      |
| 16      | 19 | Álvaro Bautista     | Aprilia      | 17     | +39.583     | 22   |        |
| 17      | 14 | Gábor Talmácsi      | Malaguti     | 17     | +39.777     | 28   |        |
| 18      | 24 | Simone Corsi        | Honda        | 17     | +40.058     | 8    |        |
| 19      | 10 | Julián Simón        | Aprilia      | 17     | +40.711     | 12   |        |
| 20      | 50 | Andrea Ballerini    | Aprilia      | 17     | +59.377     | 9    |        |
| 21      | 33 | Sergio Gadea        | Aprilia      | 17     | +1:07.555   | 17   |        |
| 22      | 16 | Raymond Schouten    | Honda        | 17     | +1:07.715   | 23   |        |
| 23      | 66 | Vesa Kallio         | Aprilia      | 17     | +1:26.749   | 16   |        |
| 24      | 82 | Jarno van der Marel | Honda        | 17     | +1:51.060   | 18   |        |
| 25      | 38 | Mikko Kyyhkynen     | Honda        | 16     | +1 ronde    | 32   |        |
| 26      | 79 | Adri den Bekker     | Honda        | 16     | +1 ronde    | 31   |        |
| 27      | 9  | Marketa Janakova    | Honda        | 16     | +1 ronde    | 29   |        |
| DNF     | 26 | Dario Giuseppetti   | Honda        | 16     | Botsing     | 38   |        |
| DNF     | 8  | Manuel Manna        | Malaguti     | 16     | Botsing     | 21   |        |
| DNF     | 52 | Lukáš Pešek         | Honda        | 16     | Botsing     | 14   |        |
| DNF     | 36 | Mika Kallio         | KTM          | 15     | Uitgevallen | 19   |        |
| DNF     | 41 | Youichi Ui          | Aprilia      | 7      | Uitgevallen | 6    |        |
| DNF     | 23 | Gino Borsoi         | Aprilia      | 7      | Uitgevallen | 24   |        |
| Verslag |    |                     |              |        |             |      |        |

## Tussenstand na wedstrijd

### MotoGP
| Pos | Nr | Rijder          | Team   | Punten |
| --- | -- | --------------- | ------ | ------ |
| 1   | 46 | Valentino Rossi | Yamaha | 126    |
| 2   | 15 | Sete Gibernau   | Honda  | 126    |
| 3   | 3  | Max Biaggi      | Honda  | 93     |
| 4   | 7  | Carlos Checa    | Yamaha | 56     |
| 5   | 33 | Marco Melandri  | Yamaha | 54     |

### 250 cc
| Pos | Nr | Rijder          | Team    | Punten |
| --- | -- | --------------- | ------- | ------ |
| 1   | 7  | Randy de Puniet | Aprilia | 111    |
| 2   | 26 | Dani Pedrosa    | Honda   | 110    |
| 3   | 19 | Sebastián Porto | Aprilia | 88     |
| 4   | 24 | Toni Elías      | Honda   | 70     |
| 5   | 10 | Fonsi Nieto     | Aprilia | 64     |

### 125 cc
| Pos | Nr | Rijder            | Team    | Punten |
| --- | -- | ----------------- | ------- | ------ |
| 1   | 34 | Andrea Dovizioso  | Honda   | 109    |
| 2   | 15 | Roberto Locatelli | Aprilia | 93     |
| 3   | 3  | Héctor Barberá    | Aprilia | 84     |
| 4   | 27 | Casey Stoner      | KTM     | 84     |
| 5   | 22 | Pablo Nieto       | Aprilia | 63     |

1925 · 1926 · 1927 · 1928 · 1929 · 1930 · 1931 · 1932 · 1933 · 1934 · 1935 · 1936 · 1937 · 1938 · 1939 · 1940–1945 · 1946 · 1947 · 1948 · 1949 · 1950 · 1951 · 1952 · 1953 · 1954 · 1955 · 1956 · 1957 · 1958 · 1959 · 1960 · 1961 · 1962 · 1963 · 1964 · 1965 · 1966 · 1967 · 1968 · 1969 · 1970 · 1971 · 1972 · 1973 · 1974 · 1975 · 1976 · 1977 · 1978 · 1979 · 1980 · 1981 · 1982 · 1983 · 1984 · 1985 · 1986 · 1987 · 1988 · 1989 · 1990 · 1991 · 1992 · 1993 · 1994 · 1995 · 1996 · 1997 · 1998 · 1999 · 2000 · 2001 · 2002 · 2003 · 2004 · 2005 · 2006 · 2007 · 2008 · 2009 · 2010 · 2011 · 2012 · 2013 · 2014 · 2015 · 2016 · 2017 · 2018 · 2019 · 2021 · 2022 · 2023 · 2024 · 2025